# Заделье (станция)
Заделье (карел. Zadelje) — станция (тип населённого пункта) в составе Янишпольского сельского поселения Кондопожского района Республики Карелия Российской Федерации. 
Находится при одноимённой железнодорожной станции Октябрьской железной дороги.

## Население
| 2002 | 2009 | 2010 | 2013 |
| ---- | ---- | ---- | ---- |
| 20   | ↗23  | ↗28  | ↘23  |

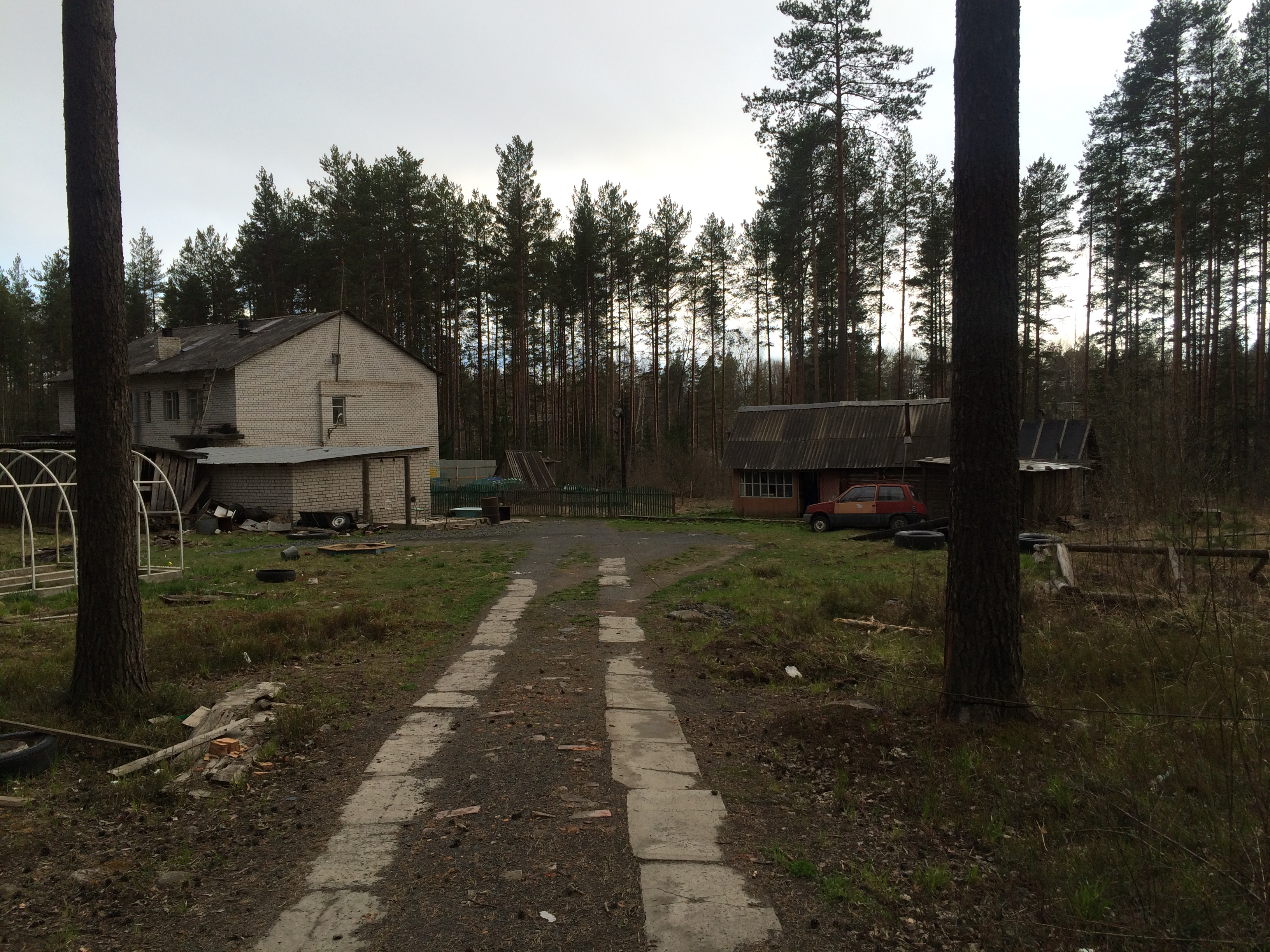
Вид на посёлок при станции
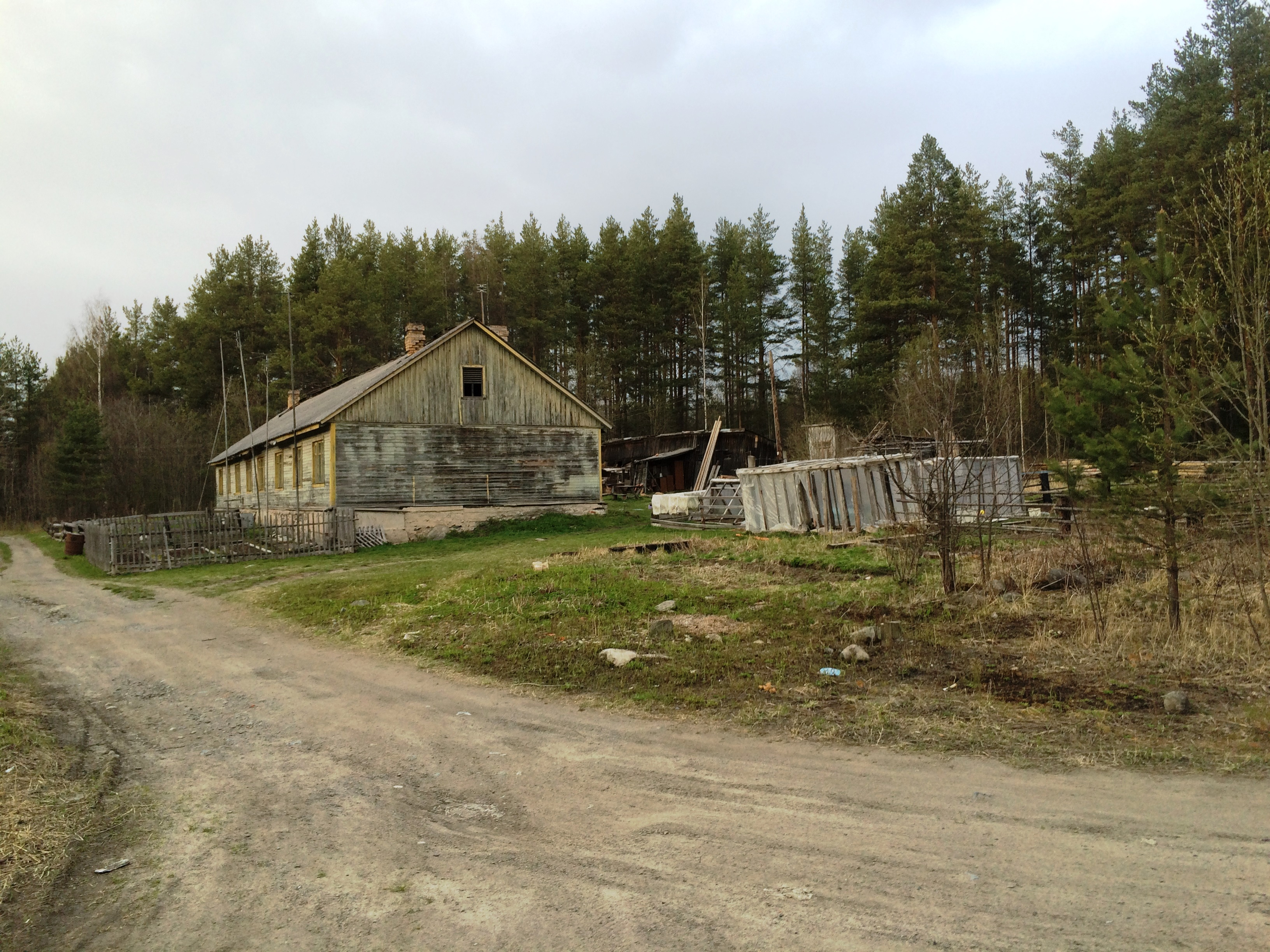
Строения в посёлке